# コリンオキシダーゼ
コリンオキシダーゼ（Choline oxidase）は、グリシン、セリンおよびトレオニン代謝酵素の一つで、次の化学反応を触媒する酸化還元酵素である。
反応式の通り、この酵素反応は2段階反応である。一段階目の反応の基質はコリンとO2、生成物はベタインアルデヒドとH2O2で、二段階目の反応の基質はベタインアルデヒドとO2とH2O、生成物はベタインとH2O2である。補因子としてFADを用いる。
組織名はcholine:oxygen 1-oxidoreductaseである。